# مسجد قدیمی محسن‌آباد
مسجد قدیمی محسن‌آباد مربوط به دوره قاجار است و در شهرستان تایباد، ضلع غربی روستای محسن‌آباد واقع شده و این اثر در تاریخ ۷ شهریور ۱۳۸۴ با شمارهٔ ثبت ۱۳۴۹۸ به‌عنوان یکی از آثار ملی ایران به ثبت رسیده‌است.